# Мордовский заповедник
Мордовский государственный природный заповедник имени Петра Гермогеновича Смидовича — заповедник, расположенный в Темниковском районе Республики Мордовия, на правом берегу реки Мокша, на границе зоны хвойно-широколиственных лесов и лесостепи.
Заповедник создан 5 марта 1936 года. Назван в честь государственного деятеля Петра Гермогеновича Смидовича, в 1933—35 председателя Комитета по заповедникам при Президиуме ЦИК СССР, уделявшего много внимания вопросам охраны природы в стране.
Общая площадь заповедника 32 162 га..
Управление заповедником осуществляет Федеральное государственное бюджетное учреждение «Объединённая дирекция Мордовского государственного природного заповедника имени П. Г. Смидовича и национального парка „Смольный“ (ФГБУ „Заповедная Мордовия“)». Директор — Александр Борисович Ручин, доктор биологических наук, доцент, Заслуженный эколог Республики Мордовия, член Экспертного совета при Минприроды РФ, член Правления Ассоциации директоров заповедников и национальных парков
Администрация заповедника находится в посёлке Пушта. Там же расположен музей природы Мордовского государственного природного заповедника, в котором собраны образцы флоры и фауны, фотоснимки. Руководитель филиала «Мордовский государственный природный заповедник им. П. Г. Смидовича» — Александр Иванович Аржанов

## Климат
Территория заповедника относится к атлантико-континентальной области умеренного пояса. Безморозный период здесь продолжается с начала мая до конца сентября (120—135 дней). Максимальная зарегистрированная абсолютная температура 40 °C, минимальная −48 °C. Средняя высота снежного покрова 50—60 см. Среднее годовое количество осадков 530 мм.

## Почва и рельеф
Изначально на территории было четыре ярко выраженных террасы разной высоты, но длительная эрозия почти полностью сгладила их до однообразной равнины с небольшим уклоном в сторону Мокши. Для террас характерны свои преобладающие типы почвы: на первой — чернозёмы и перегнойно-глеевые почвы, на второй и третьей — слабодерново-подзолистые, на четвёртой — почвы на кварцевых песках, подстилаемых моренными суглинками
.

## Водные ресурсы
На территории заповедника протекает несколько малых рек (Пушта, Арга и др.) и ручьёв. В юго-западной части имеется около двадцати озёр, представляющих собой старицы реки Мокша (Инорки, Таратинское, Вальза, Пичёрки и др.).

## Флора
Большую часть заповедника (96,6 %) занимают леса, в основном сосновые и смешанные (ель, осина, липа, чёрная ольха), чисто еловые леса занимают небольшую площадь. В пойме реки Мокша также имеются дубравы и черноольшаники. Луга в основном пойменные, суходольных мало.
Флора заповедника представлена 788 видами сосудистых растений, 77 видами мхов, 136 видами лишайников, 290 видами макромицетов. В числе редких растений: венерин башмачок настоящий, пыльцеголовник красный, водяной орех (чилим), лунник оживающий.

## Фауна
На территории заповедника зарегистрировано более 60 видов млекопитающих, 32 вида рыб, 10 видов земноводных, 6 видов пресмыкающихся, 215 видов птиц, около 1500 видов насекомых. В числе охраняемых видов: выхухоль, чёрный аист, бобр, лось и другие.
Фауна жуков заповедника (данные на 2020 год) включает 2145 видов из 88 семейств Coleoptera. Из них большинство приходится на семейства Staphylinidae (436 видов), Curculionidae (282), Carabidae (231) и Chrysomelidae (188). Восемь видов включены в Красную книгу России. Насчитывается 31 адвентивных видов, что составляет 1,44 % от общей колеоптерофауны. Муравьи представлены 42 видами из 11 родов и 3 подсемейств.

### Интродукция животных
В 1930 годы Мордовский заповедник использовался как база по интродукции новых видов в фауну Европейской части страны. В 1937 году завезли 4 маралов, в 1940 — ещё 5. К 1944 их количество возросло до 32 особей. В 1938 были привезены 53 пятнистых оленя. В те годы для поддержания численности оленей проводилась зимняя подкормка, устраивались солонцы, ограничивалась численность волка.

## Экологический туризм
Заповедные территории призваны хранить и оберегать богатства щедрой мордовской природы, но не прятать их за семью замками, а открывать каждому, кто приходит с чистым сердцем и добрыми помыслами. С этой целью в Мордовском заповеднике интенсивно развивается экологический туризм.
С декабря 2013 года Мордовский заповедник является туристическим оператором России и предлагает посетителям несколько вариантов экскурсионных и познавательных туров, в том числе по специально оборудованным экологическим тропам. Также можно забронировать размещение в гостевых домиках на кордонах заповедника.
Экологический туризм на территории заповедника — это путешествие в мир нетронутой природы, возможность отвлечься от повседневности и отдохнуть душой. Развитие экологического познавательного туризма неразрывно связано с экологическим просвещением и направлено на воспитание ответственного отношения к природе.
В рамках развития такого вида туризма создаются экологические тропы, места отдыха, открываются визит-центры и другие объекты для посещения. Внимание! Посещение заповедной территории возможно с предварительного разрешения администрации.

## Экология

### Пожар 2010 года
Летом 2010 года, на фоне аномально жаркой погоды, в Мордовском заповеднике возник крупный пожар. Пожаром повреждено более 12 тыс. гектаров лесов и других природных объектов заповедника, ущерб составляет не менее 383 млн рублей. Подобные пирогенные сукцессии характерны для хвойных лесов. Основная площадь, подвергнутая верховому пожару (300 га) приходится на сплошные саженные сосняки 50—60-летнего возраста, высаженные на гарях 1950—1960-х годов. Причиной возникновения пожара в западной части является, по-видимому антропогенный фактор — недалеко от периметра ЗАТО г. Сарова на территории заповедника было найдено кострище с оборудованным местом для отдыха. В восточной части пожар возник в результате удара молнии при так называемой «сухой грозе». В центральной части на юге пожар вошёл со стороны сухих залежей, то есть брошенных полей, которые загорелись от торфяников.

### Пожар 2021 года
3 августа 2021 года в результате сухой грозы произошло возгорание торфяников недалеко от периметра ЗАТО г. Сарова..